# Aeon (album)
Aeon är det andra albumet av det norska death metal bandet Zyklon, utgivet 2003 på skivbolaget Candlelight Records.

## Låtlista
1. "Psyklon Aeon" – 3:26
2. "Core Solution" – 5:12
3. "Subtle Manipulation" – 3:17
4. "Two Thousand Years" – 5:49
5. "No Names Above The Names" – 4:16
6. "The Prophetic Method" – 3:16
7. "Specimen Eruption" – 4:38
8. "Electric Current" – 5:44
9. "An Eclectic Manner" – 6:16

- Text: Faust
- Musik: Zyklon (spår 1–4, 6–9), Zyklon/Cosmocrator (spår 5)

## Medverkande
Musiker (Zyklon-medlemmar)
- Samoth (Tomas Thormodsæter Haugen) – gitarr
- Trym Torson (Kai Johnny Solheim Mosaker) – trummor
- Destructhor (Thor Anders Myhren) – sologitarr
- Secthdamon (Tony Ingebrigtsen) – sång, basgitarr

Bidragande musiker
- Daemon (Vidar Jensen) – bakgrundssång
- Thorbjørn Akkerhaugen – synthesizer, programmering
- Dissident Sound Industries (Matt Jarman) – elektronik
- LRZ (Lars Sørensen) – effekter, programmering
- The Tribe – effekter
- Ofu Kahn (Jim Ivan Sætereng Bergsten) – sång (spår 9)

Produktion
- Zyklon  – producent
- Thorbjørn Akkerhaugen – producent
- Fredrik Nordström – producent
- Morten Lund – mastering
- Samoth – mastering, omslagsdesign
- O-Men (Stephen O'Malley) – omslagsdesign
- Sebastian Ludvigsen – foto
- Erin Burlock – foto
- Faust (Bård Guldvik Eithun) – sångtexter
- Cosmocrator (André Søgnen) – musik (spår 5)